# João Fernandes (Kameramann)
João R. Fernandes (* 1940 in Rio de Janeiro, Brasilien) ist ein US-amerikanischer Kameramann. Während seiner Zeit beim Pornofilm arbeitete er unter dem Pseudonym Harry Flecks.

## Leben
João Fernandes wanderte in die USA ein und studierte an der Filmhochschule der New York University. Anschließend drehte er unter dem Pseudonym Harry Flecks mehrere Pornofilme, darunter auch für Gerard Damiano. Für ihn drehte er unter anderem Deep Throat, The Devil in Miss Jones und The Story of Joanna. Später wurde er insbesondere für die Zusammenarbeit mit dem Schauspieler Chuck Norris bekannt. So begleitete er unter anderem dessen Filme wie Missing in Action, Delta Force 2 – The Columbian Connection und Sidekicks als Kameramann. Hierbei kooperierte mit den Regisseuren Joseph Zito und Aaron Norris.

## Filmografie (Auswahl)
- 1972: Deep Throat
- 1973: The Devil in Miss Jones
- 1974: Teuflische Brüste (Deadly Weapons)
- 1975: The Story of Joanna
- 1976: Kleines Mädchen, großer Schock (Little Girl… Big Tease)
- 1979: Nur die Pflanze war Zeuge (The Kirlian Witness)
- 1980: Gehirnwäsche (Human Experiments)
- 1981: The Nesting – Landhaus des Grauens (The Nesting)
- 1981: Forke des Todes (The Prowler, als Raoul Lomas)
- 1987: Take Off
- 1984: Freitag der 13. – Das letzte Kapitel (Friday the 13th: The Final Chapter)
- 1984: Missing in Action
- 1985: Invasion U.S.A.
- 1988: Braddock – Missing in Action 3 (Braddock: Missing in Action III)
- 1989: Red Scorpion
- 1990: Delta Force 2 – The Columbian Connection (Delta Force 2: The Colombian Connection)
- 1991: Chuck Norris – Hitman (The Hitman)
- 1992: Sidekicks
- 1993: Verzweifelte Wut (A Family Torn Apart)
- 1994: Der Fluch des Magiers (Seduced by Evil)
- 1994: Hellbound
- 1995: Wenn der schwarze Mann dich holt (When the Dark Man Calls)
- 1996: Süße 17, tödliches Biest (Twisted Desire)
- 1998: Rileys letzte Schlacht (One Man’s Hero)
- 1999: Gideon
- 2002: The Glow – Der Schein trügt (The Glow)
- 2003: Betrayal – Der Tod ist ihr Geschäft (Betrayal)
- 2003: Das Tagebuch der Ellen Rimbauer (The Diary of Ellen Rimbauer)
- 2006: Gespräche mit Gott (Conversations with God)